# 萨氏长纺蛛
萨氏长纺蛛（学名：Hersilia savignyi）为长纺蛛科长纺蛛属的动物。分布于台湾等地。